# Nils Dacke-partiet
Nils Dacke-partiet var ett lokalt politiskt parti i Gnosjö kommun. I valet 1994 vann partiet representation i Gnosjö kommunfullmäktige med två mandat men förlorade senare dessa. Partiet ställde även upp i valen 1998 och 2002. Partiledare var den före detta moderaten Arne Elmqvist.